# یو اوماتسو
یو اوماتسو (انگلیسی: Yo Uematsu؛ زادهٔ ۱۲ سپتامبر ۱۹۹۱) بازیکن فوتبال اهل ژاپن است.